# Lancia Fulvia
La Lancia Fulvia è un'automobile prodotta dalla casa automobilistica torinese Lancia dal 1963 al 1976 con 3 tipi di carrozzeria: berlina 4 porte, coupé e coupé Sport Zagato.

## La berlina (1963-1972)
La prima versione a essere lanciata sul mercato fu la
berlina a 4 porte, che nel 1963 entrò nel listino Lancia al posto dell'ormai anziana Appia III serie.

### Profilo
Caratterizzata da una linea a 3 volumi squadrata e non particolarmente attraente (benché il disegno fosse opera di Piero Castagnero che disegnò anche la più riuscita versione coupé), la Fulvia berlina, costruita nel nuovo stabilimento Lancia di Chivasso, aveva una meccanica assai moderna. Tra le caratteristiche tecniche salienti si segnalavano la trazione anteriore, il motore 4 cilindri a V stretta (12 gradi) e distribuzione bialbero in testa e bilancieri, i 4 freni a disco e il telaietto ausiliario, a cui era ancorata la sospensione anteriore a ruote indipendenti, con balestra trasversale e barra stabilizzatrice come pure il gruppo motore-cambio (quest'ultimo manuale a 4 rapporti con comando al volante). Classico, invece, il retrotreno ad assale rigido, con due balestre longitudinali.
Con una cilindrata complessiva di 1091 cm³ il piccolo V4, alimentato da un solo carburatore doppio corpo verticale, forniva una potenza massima di 58 CV, sufficiente a far raggiungere alla poco aerodinamica Fulvia una velocità massima di 138 km/h.

Nonostante le discussioni sulla carrozzeria, a suo modo elegante ma non particolarmente "bella", la Fulvia ottenne un discreto successo, grazie alle sue doti di comfort, qualità costruttiva e tenuta di strada.

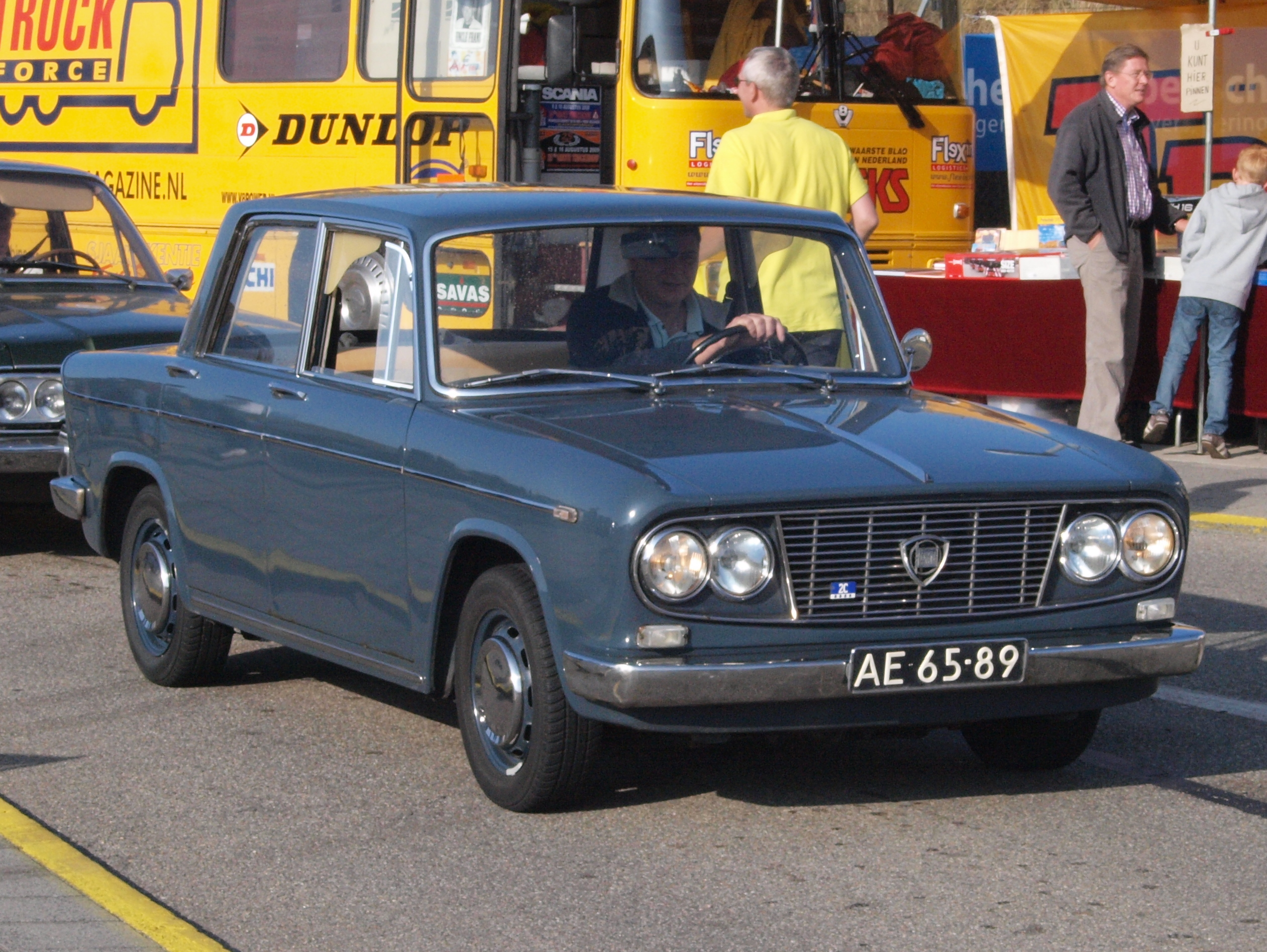
Una Lancia Fulvia 2C

Proprio quest'ultima dote indusse i clienti Lancia a richiedere un motore più potente. Furono accontentati nel 1964, allorché la versione standard venne affiancata dalla 2C che, grazie all'alimentazione con due carburatori a doppio corpo orizzontali, disponeva di 71 CV. La velocità massima passava a 145 km/h.
Esteticamente la Fulvia 2C si distingueva dalla versione base solamente per l'assenza dei rostri sui paraurti e per la targhetta d'identificazione sulla calandra. Sul cruscotto venne montato un contagiri meccanico.
Benché virtualmente ancora disponibile la versione base da 58 CV non era, in pratica, più richiesta dalla clientela. Risulta infatti che molte Fulvia 1C fossero convertite da personale Lancia direttamente sui piazzali della fabbrica di Chivasso; questo giustifica il fatto che esistono numerose 2C con le caratteristiche della 1C.
Nella primavera del 1967 la 2C venne affiancata dalla GT, dotata di motore (lo stesso della coupé) maggiorato a 1216 cm³. La potenza saliva a 80 CV e la velocità di punta a 152 km/h. Su questa versione, con un sovrapprezzo, si poteva richiedere la leva del cambio sul pavimento (come la coupé). All'inizio del secondo semestre del 1967 alla Fulvia GT venne aumentata la cilindrata che passò a 1231 cm cc. sino al 1969.
Sulla base della GT la casa torinese allestì una versione con cilindrata ridotta a 1199 cm³, assemblata in Grecia, mercato nel quale le autovetture sopra i 1200 cm³ erano penalizzate dal punto di vista fiscale.
Nel 1968 arrivò anche la GTE, che grazie a una cilindrata di 1298 cm³, disponeva di ben 87 CV e toccava i 162 km/h. Fu l'ultima evoluzione della Fulvia prima serie.

### Restyling 1969

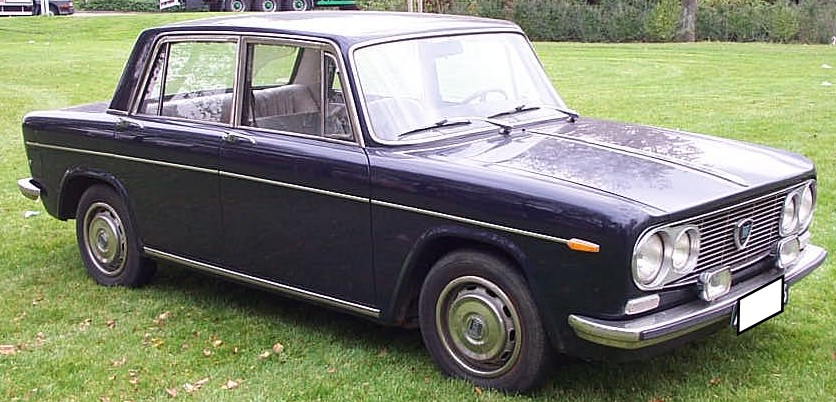
Lancia Fulvia berlina del 1972

Nel 1969, infatti, la piccola berlina Lancia venne sottoposta a un restyling che generò la seconda serie. Dal punto di vista estetico le modifiche coinvolsero la coda (ridisegnata) e il frontale (con una nuova mascherina) dotata di nuovi fanali allo iodio. Anche gli interni (plancia, sedili, pannelli porta) vennero completamente ridisegnati in presenza del nuovo comando del cambio con leva corta a cloche, simile a quella in uso sulla Rallye 1,6 HF. Sotto il profilo tecnico l'innovazione più rilevante fu l'adozione dell'alternatore, novità che si concretizzò con la versione del 1970, integrata dall'adozione di un nuovo cambio manuale a 5 marce della coupé, incluso lo sterzo collassabile e il nuovo impianto frenante Superduplex. Il passo cresceva da 2480 mm a 2500 mm. 

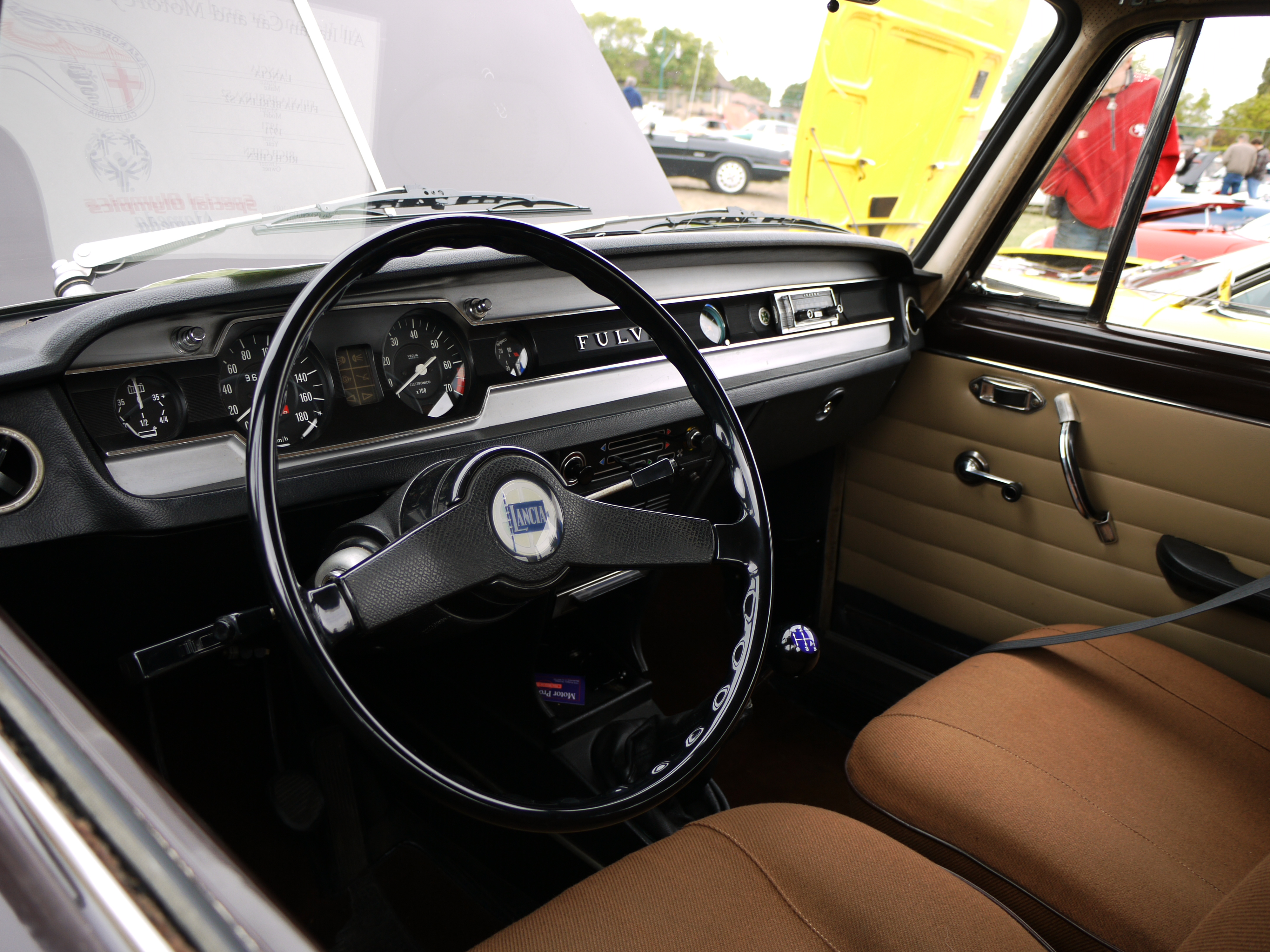
Lancia Fulvia 1.3 5M del 1972

L'unico motore disponibile era il 1298 cm³ (ex-GTE, ma rivisto in alcuni particolari) inizialmente con 87 CV poi ridotti a 85 CV per ottemperare alle prime norme sulle emissioni.

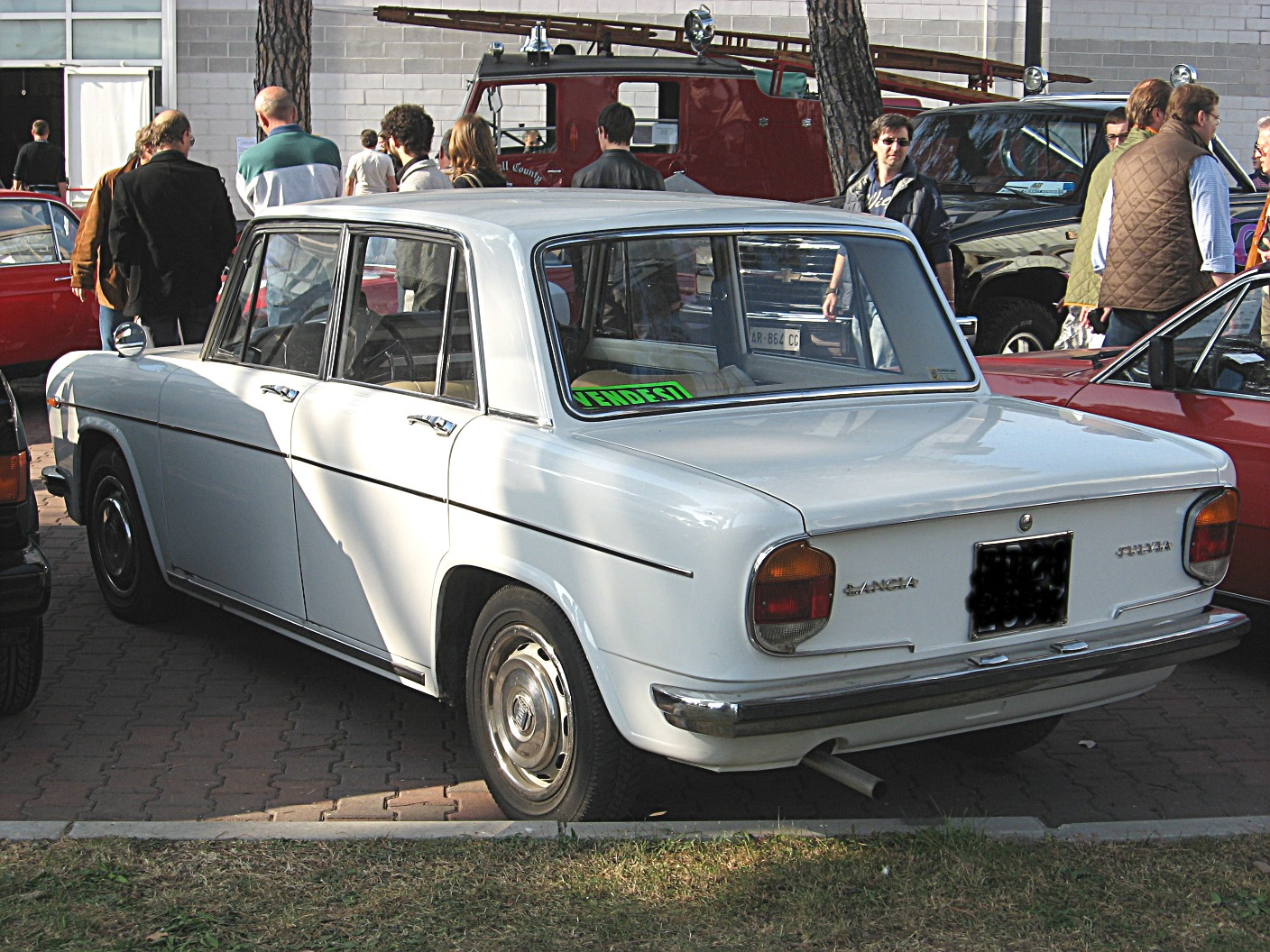
Vista posteriore della versione restyling di una Fulvia del 1970

Alcuni particolari (come il marchietto "Lancia" in plastica anziché in acciaio smaltato, i tappetini in gomma e l'eliminazione di alcune guaine copricavo nel vano motore) fecero dire ai "puristi" del marchio: "È arrivata la Fiat". In effetti la Lancia era stata acquistata dal colosso torinese a novembre 1969.
In realtà, lo scudetto Lancia sulla calandra della Fulvia Berlina 1969 ha un'origine nobile: è lo stesso della Rallye 1,6 HF ed è in plastica per motivi di riduzione dei pesi. Si distingue da quello successivo della Berlina 1970 (comune anche alle Fulvia Coupé) per il fatto che ha 5 supporti per la bandiera invece di 3.
La versione assemblata in Grecia (dapprima con il 4 marce, poi con il "5") manteneva il motore di 1200 cm³. Fonti non ufficiali affermano che una piccolissima serie (meno di 30 esemplari) sia stata allestita per il mercato ellenico con il motore della 1600 HF coupé seconda serie.
La Fulvia berlina uscì definitivamente dal listino alla fine del 1972, dopo 192.097 esemplari prodotti: un valore modesto, considerato l'arco temporale di 10 anni, il prestigio di marca e la cilindrata contenuta, questo dovuto all'elevato prezzo di vendita, giustificato dalla lavorazione parzialmente artigianale e dal livello di finitura, che in realtà poneva la vettura in diretta concorrenza con modelli di maggiore cilindrata. Si pensi che nel 1971 la "Fulvia" veniva venduta al prezzo di listino di L. 1.745.000, più dell'Alfa Romeo Giulia 1300 (L.1.310.000), della BMW 1600 (L.1.660.000), della Fiat 125 S (L.1.590.000) o della Opel Rekord S 1,9 Lusso (L.1.685.000).

### L'attività sportiva
Al fine di testarne l'eccellente qualità costruttiva del modello, soprattutto a livello prestazionale, alcuni esemplari della Fulvia berlina 2C vennero elaborati a partire dal 1964 dal personale Lancia, di modo da poter essere impiegati come vetture scorta nell'attività sportiva della casa. Il debutto agonistico ufficiale delle Fulvia 2C avvenne in occasione del Rally di Montecarlo 1964, in cui una 2C risultò iscritta in appoggio alle tradizionali Flavia Coupé, conquistando un iniziale 130º posto in classifica al traguardo finale. Nelle occasioni successive altre 2C si distinsero in assoluto da vere protagoniste in gare rally, in particolare una 2C guidata dal pilota Leo Cella si aggiudicò nel 1965 la vittoria al Rally dei Fiori di Sanremo.
Contestualmente, nell'ottica dei festeggiamenti volti a celebrare i sessant'anni dalla fondazione della casa automobilistica Lancia, nel dicembre 1966, un esemplare 2C prese parte ad un raid automobilistico invernale che ebbe come destinazione Capo Nord, spedizione alla quale presero parte tra gli altri: Carlo Pozzi, Giovanni Torassi, Mario Allegri e l'alpinista Walter Bonatti.

### Riepilogo produzione
La ripartizione tra le varie versioni della Fulvia berlina è la seguente:
| Versione                         | Tipo motore | Cilindrata (cm³) | Potenza (CV IGM) | Anni di produzione | Esemplari |
| -------------------------------- | ----------- | ---------------- | ---------------- | ------------------ | --------- |
| Fulvia                           | 818.000     | 1.091            | 59               | 1963-1964          | 32.200    |
| Fulvia 2C                        | 818.100     | 1.091            | 70               | 1964-1969          | 48.266    |
| Fulvia GT 1216                   | 818.130     | 1.216            | 79               | 1967-1968          | 5.426     |
| Fulvia GT 1231                   | 818.202     | 1.231            | 79               | 1968-1969          | 28.353    |
| Fulvia GT "Grecia"               | 818.282     | 1.199            | 79               | 1968-1969          | 656       |
| Fulvia GTE                       | 818.302     | 1.298            | 86               | 1968-1969          | 10.386    |
| Fulvia 2ª serie 4 marce          | 818.302     | 1.298            | 86               | 1969-1971          | 22.319    |
| Fulvia 2ª serie 4 marce "Grecia" | 818.282     | 1.199            | 79               | 1969-1971          | 690       |
| Fulvia 2ª serie 5 marce          | 818.302     | 1.298            | 86               | 1970-1972          | 41.687    |
| Fulvia 2ª serie 5 marce "Grecia" | 818.282     | 1.199            | 79               | 1970-1972          | 2.114     |
| Totale                           | Totale      | Totale           | Totale           | Totale             | 192.097   |

## La Lancia Fulvia coupé (1965-1976)

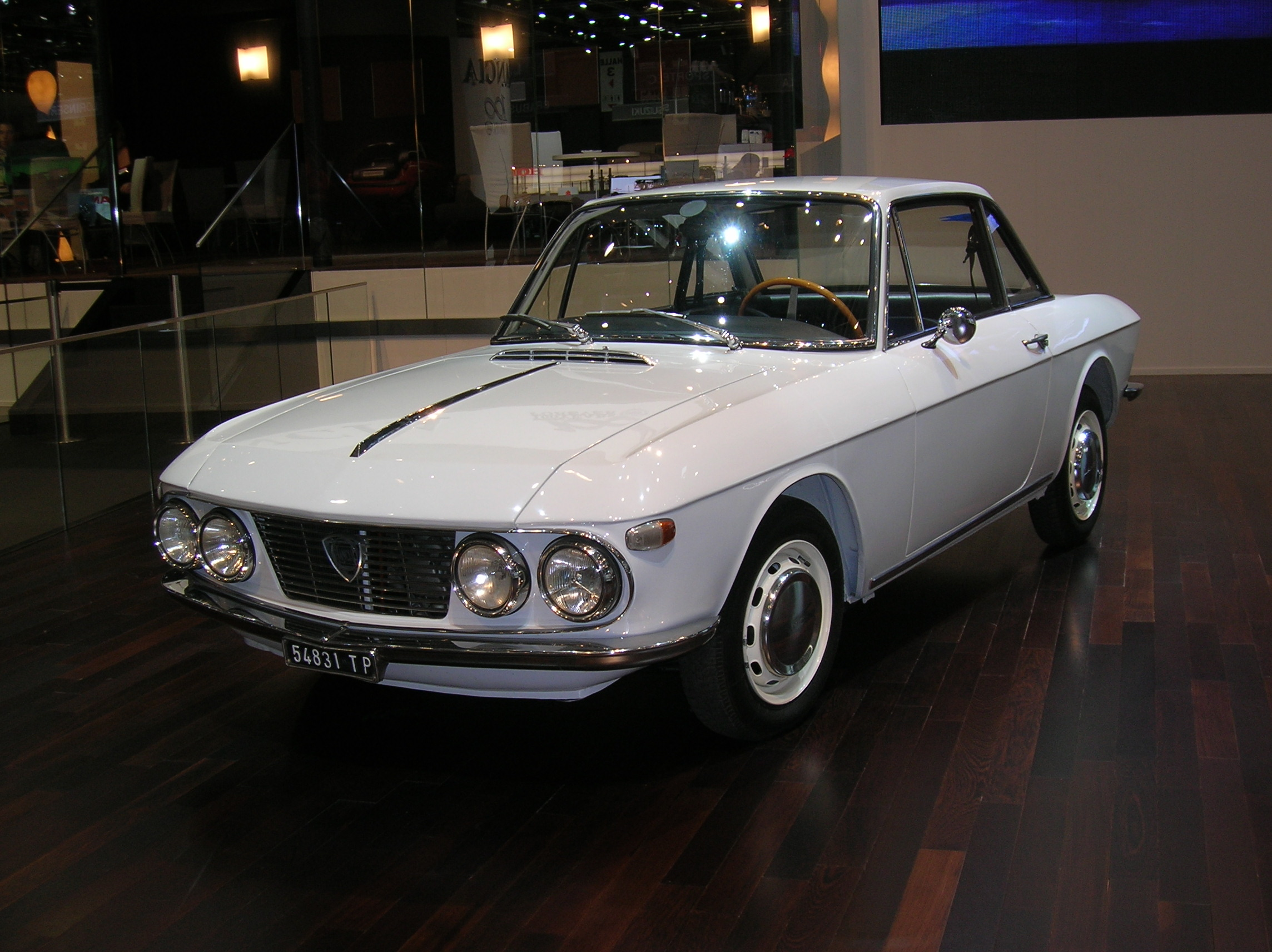
Una Fulvia coupé del 1967

Dalla berlina derivò, nel 1965, un'elegante e sportiva coupé, che riscosse un buon livello di vendite, grazie alla bellezza della linea, al prezzo relativamente contenuto di 1.545.000 lire (Quattroruote, Aprile 1965) e, in un secondo tempo, all'impulso derivante dalle numerose vittorie nelle gare di rally, culminate con la
conquista del Campionato Internazionale Rally 1972 (antesignano del Campionato del Mondo Rally che sarà istituito l'anno successivo).
Disegnata da Piero Castagnero, che s'ispirò secondo le sue dichiarazioni al motoscafo Riva, la Fulvia Coupé (costruita nella fabbrica Lancia di Chivasso) è una berlinetta sportiva a 2 posti più 2, dall'aspetto curato sin dai minimi particolari (come la plancia rivestita in vero legno) coadiuvato da un assetto di guida corsaiolo. In realtà, sono piuttosto evidenti le similitudini del frontale e della linea di fiancata con il prototipo presentato da Giovanni Michelotti al Salone di Torino del 1961, su meccanica Fiat 1300/1500.
Realizzata sul pianale accorciato (il passo era di 2330 mm, cioè di 150 mm più corto) della berlina, la compatta coupé Lancia era spinta, al momento del debutto da una versione di 1216 cm³ da 80 CV del V4. L'alimentazione era a due carburatori a doppio corpo Solex, mentre il cambio (a 4 marce) aveva la leva a cloche tra i sedili. Grazie al peso contenuto in 950 kg, la piccola sportiva raggiungeva i 160 km/h.
Incoraggiata da una valida tenuta di strada e dalle doti telaistiche della vettura, la Lancia introdusse subito nel 1966 un potenziamento a 88 CV del motore sulla versione HF alleggerita con cofani e portiere in una speciale lega d'alluminio e magnesio denominata Peraluman. La carrozzeria venne alleggerita, grazie all'eliminazione dei paraurti, alla semplificazione dell'allestimento interno, all'utilizzo di lamiere più sottili nelle parti non strutturali e all'adozione di un lunotto a vetri posteriori in plexiglas.

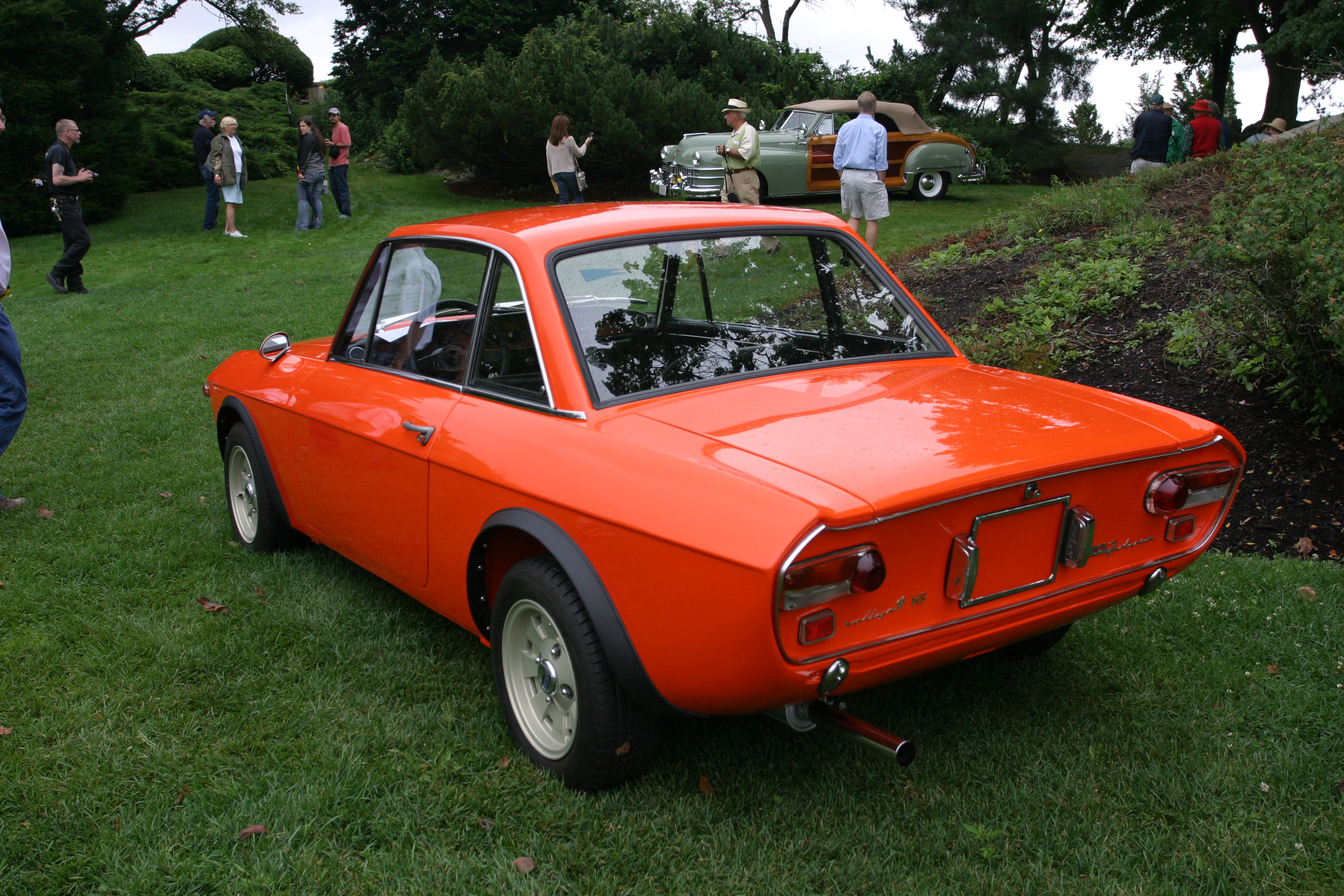
Vista posteriore di una Fulvia 1.6 HF Fanalone del 1970

Esteticamente la Coupé HF era riconoscibile per la banda verniciata giallo/blu su cofani e tetto, per l'elefantino sui parafanghi anteriori e la verniciatura in Amaranto di Montebello.
Con l'introduzione del motore 1298 cm³ da 87 CV DIN della Rallye 1,3 (169 km/h e prezzo di listino 1.630.000 lire), il motore della coupé 1,2 venne portato a 1231 cm³ per uniformare il ciclo di produzione e l'offerta della motorizzazione 1,2 (mantenuta per motivi esclusivamente fiscali). Le nuove motorizzazioni vennero modificate nell'angolo di bancata, riducendolo a 12°45'28", per ottenere un alesaggio maggiore. Era il preludio al lancio di una vera versione sportiva da far correre nei Rally, che avvenne l'anno successivo con la presentazione della versione Rallye 1,3 HF.
Le novità apportate all'HF, rispetto alla versione standard, furono molte e sostanziali, tali che la potenza crebbe a 101 CV grazie ad una serie di modifiche: pistoni, albero motore, rapporto di compressione, carburatori.
I successi di categoria ottenuti dalla HF, ispirarono la versione HF fanalone di serie che, con propulsore potenziato a 143 CV e dotato di radiatore dell'olio, prese il posto della versione standard nel 1968.
Intuendo le potenzialità della vettura, che coi suoi 1298 cm³ non poteva competere per il titolo assoluto, Cesare Fiorio, responsabile del Reparto Corse Lancia, ottenne, nonostante le risicate risorse finanziarie, il benestare per sviluppare ulteriormente l'HF. Il risultato fu la Rallye 1,6 HF del 1969 (detta anche "Fanalone", per via dei fari interni più grandi di quelli esterni): 1584 cm³, 120 CV (160 CV la versione da corsa), 850 kg, cambio a 5 marce, assetto da corsa (camber negativo), sterzo diretto e cerchi in lega con pneumatici maggiorati. La "fanalone" permise alla Lancia di aggiudicarsi numerosi rally ed il Campionato del Mondo del 1972.

### Restyling 1970

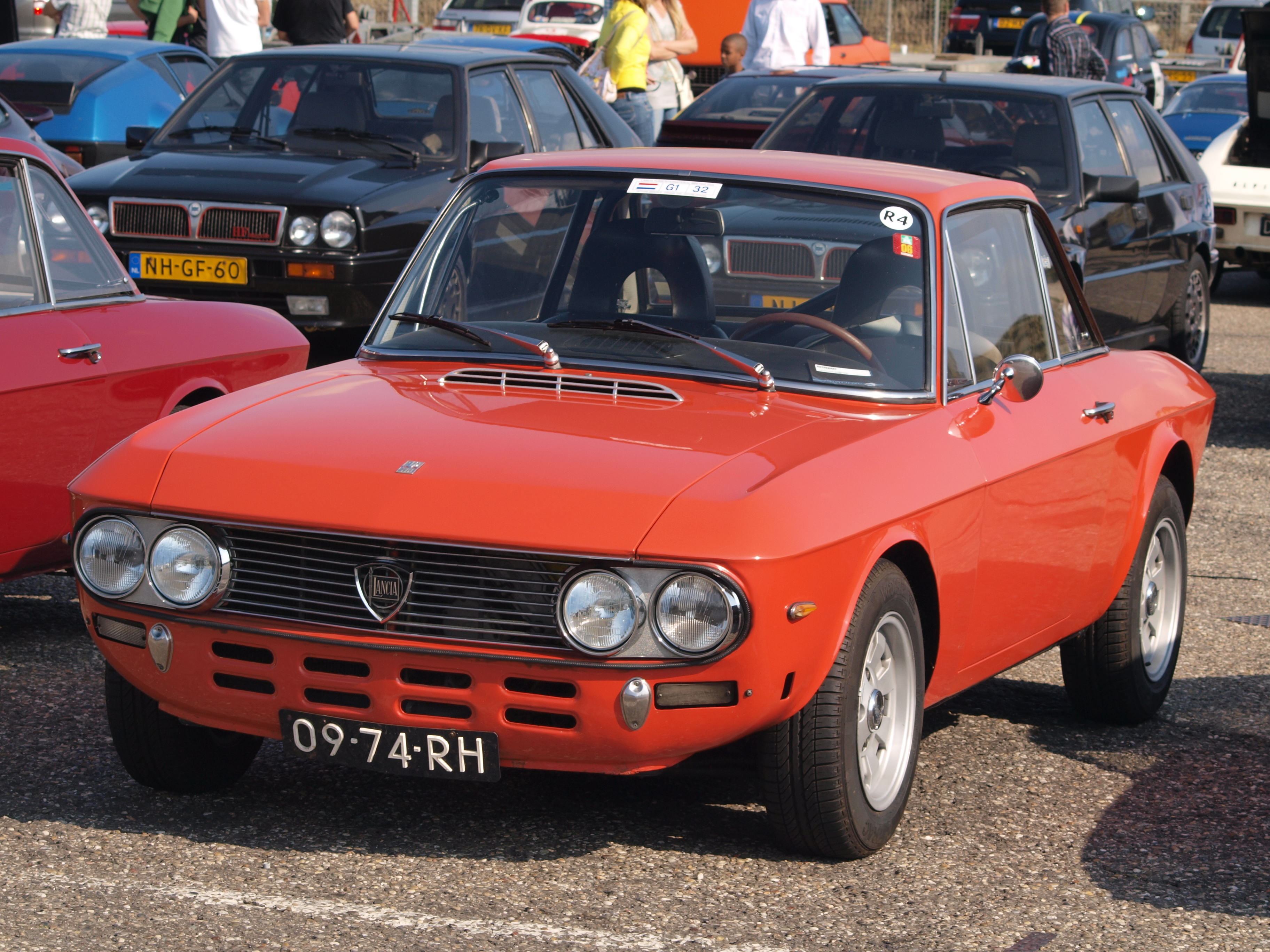
Lancia Fulvia Coupé 1.600HF II Serie

Nel frattempo la Lancia era stata acquisita dalla Fiat, che non vedeva di buon occhio gli elevati costi di produzione dei modelli Lancia. La Fulvia Coupé era all'apice della carriera e non era pensabile ucciderla, ma occorreva ridurne i costi produttivi. Fu questo il principale scopo del restyling del 1970.

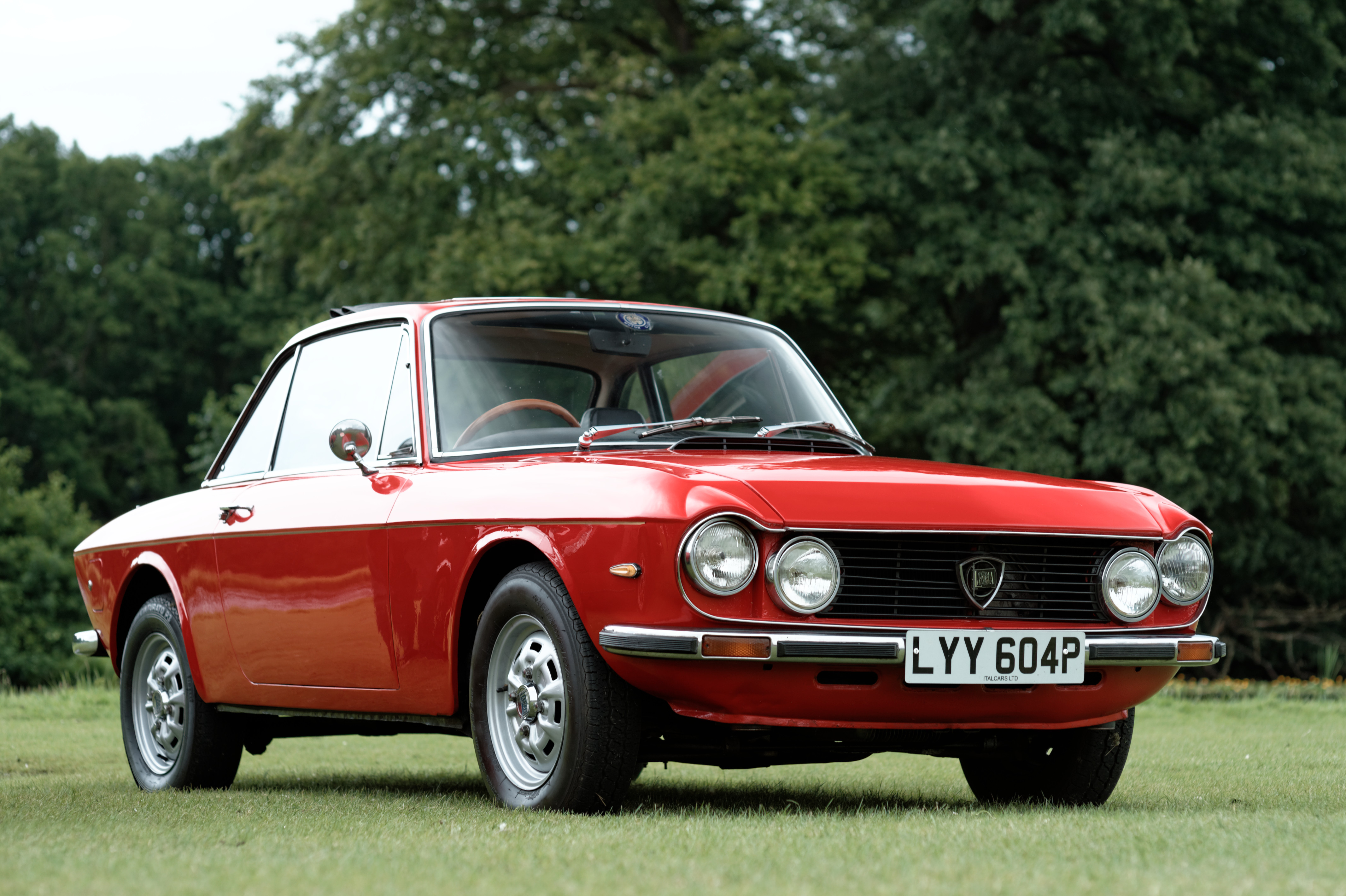
Lancia Fulvia Coupé 1300s del 1972 per il mercato inglese con i fari esterni rialzati e la guida a destra

A livello estetico i cambiamenti erano minimi (nuova mascherina più sottile e lineare, paraurti con fascia protettiva in gomma nera), mentre sotto il profilo tecnico si segnalava l'adozione del cambio a 5 marce anche sulla Coupé 1.3 S (con motore di 1298 cm³ da 90 CV DIN), un notevole miglioramento dei freni e della geometria delle sospensioni anteriori. I risparmi veri erano sui materiali interni (il legno della plancia era impiallacciato su plastica) ed esterni (eliminate le parti in peraluman che comparivano casualmente su alcune vetture).
Oltre alla Coupé 1.3 S, la gamma includeva la Coupé 1600 HF (1584 cm³, 115 CV) e la 1600 HF Lusso. La prima aveva carrozzeria priva di paraurti, sedili sportivi, allestimento semplificato; la seconda, aveva dotazioni più raffinate come i sedili con poggiatesta, i deflettori sulle portiere, insonorizzazione completa. Le Coupé 1600 HF erano dotate di cerchioni Cromodora in lega leggera e la carrozzeria con parafanghi allargati che, assieme ad una meccanica più sportiva con camber negativo e sterzo diretto, le distinguono dalle 1,3 S. 
Per celebrare la vittoria del Rally di Montecarlo del 1972 fu allestita sulla carrozzeria a passaruota allargati (simili a quelli della Coupé 1600 HF) una serie speciale di Coupé 1,3 S, con livrea bicolore analoga alla vettura da corsa - la cosiddetta Montecarlo - che però ricalcava le normali prestazioni delle 1,3 S stradali.

### Restyling 1973 (Fulvia 3)

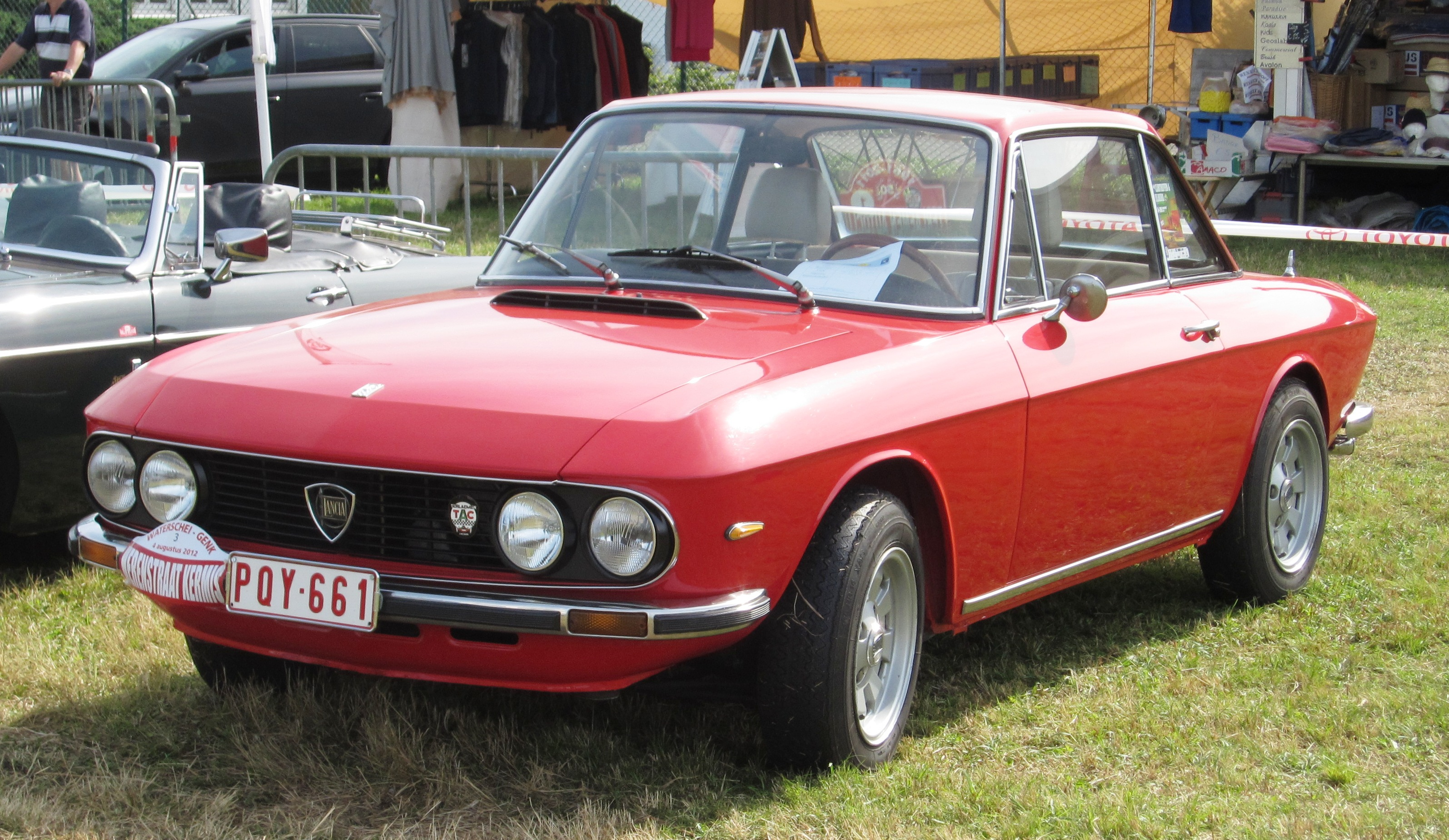
La Fulvia 3 del 1973, ultima evoluzione della celebre Coupé Lancia

Quando, alla fine del 1972, la Fulvia berlina fu tolta di listino, la Coupé vendeva ancora bene e rimase in produzione. Per non fare concorrenza alla nuova Beta Coupé nel 1973 la gamma venne ridotta alla sola versione 1.3 da 90 CV, sottoposta a leggero aggiornamento, nacque così la Fulvia 3.
I ritocchi erano mirati ad aggiornarne l'estetica, nonché a rispondere ai nuovi standard di sicurezza stradale, cercando di contenere ancora di più i costi: la mascherina divenne in plastica nera conformemente alla moda dell'epoca, il volante in materiale sintetico imbottito, furono adottate cinture di sicurezza fisse a 3 punti ed i poggiatesta; il pomello della leva del cambio in legno (come sulla Beta Coupé e sulla Stratos) e un cruscotto con strumenti a sfondo bianco al posto di quelli neri della seconda serie. 
Il restyling segnò anche l'abbandono delle competizioni, dove fu sostituita dalla mostruosa Stratos. Dalla 3 derivarono le versioni Montecarlo e Safari, quest'ultima costruita in sole 900 unità, diverse dalle altre
Fulvia vista l'assenza del paraurti anteriore e l'impiego dei cerchi verniciati in nero, così come la mascherina, la presa d'aria e i
tergicristalli. La produzione della Fulvia 3 cessò nel 1976, quando fu lanciata la versione 1300 della Beta Coupé, risultando al contempo l'ultima vettura della casa torinese ad essere equipaggiata con il longevo motore Lancia V4.
Complessivamente la Fulvia Coupé fu prodotta in 140.454 esemplari, di cui 6.419 HF (circa una su 20).

### Le gare di rally e la Squadra Corse HF

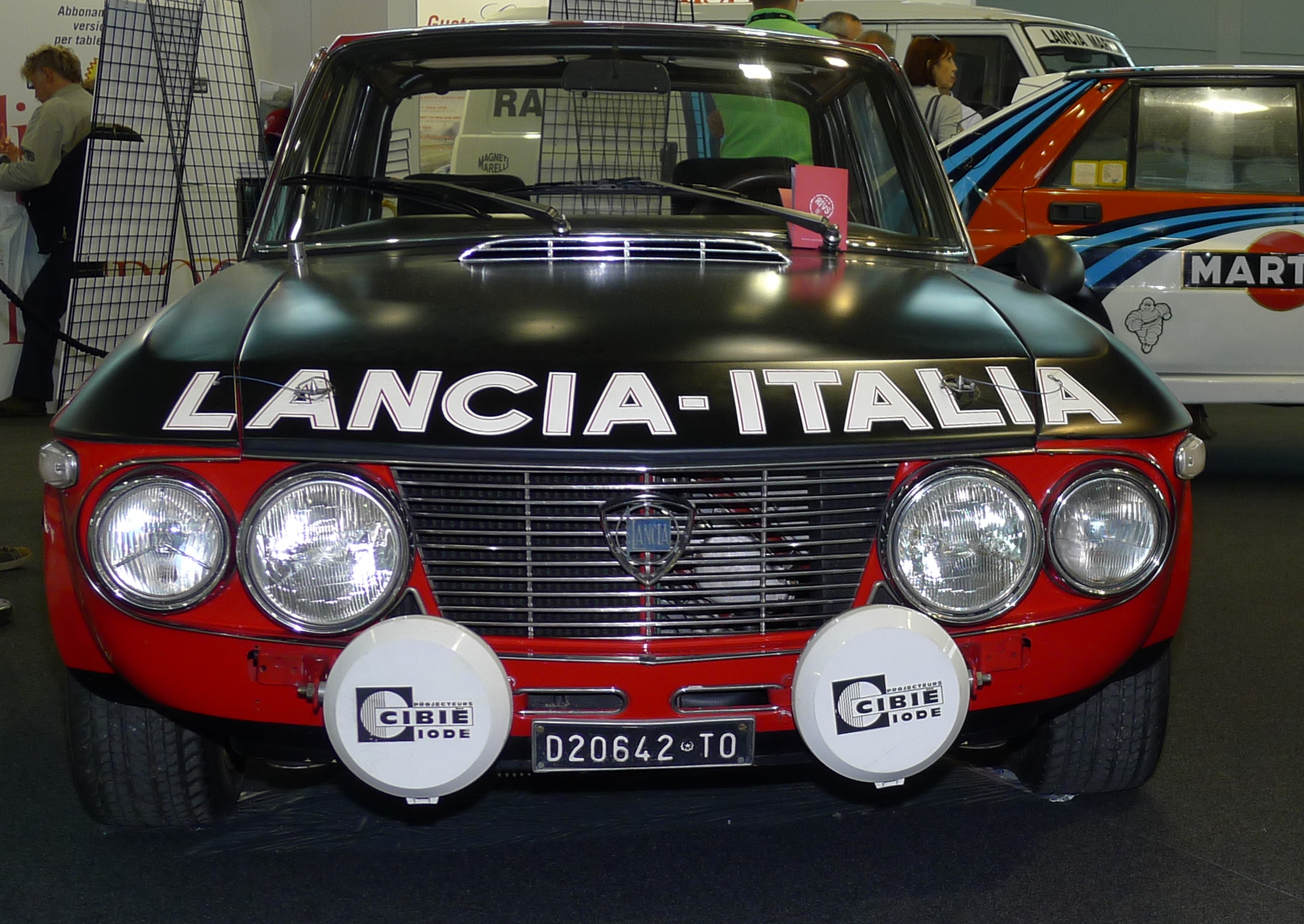
Lancia Fulvia Coupé HF "Fanalona" da competizione

Certamente quando si parla di Fulvia coupé e in particolare delle versioni HF non si può tacere che queste versioni nacquero innanzitutto per la grande opera di Cesare Fiorio e di ciò che il suo ancora piccolo staff, riunito in un angolo dei capannoni dello stabilimento Lancia di Borgo san Paolo a Torino, era riuscito a fare con la nascita della "Squadra Corse HF Lancia". Benché disponesse di poche risorse, portò le prime Fulvia coupé, elaborate dall'ing. Ettore Mina, nelle competizioni e via via ottenne risultati tali che persino la dirigenza Lancia, che mal vedeva la casa nelle competizioni (in epoca Pesenti), si dovette piegare ai vantaggi che il marchio riceveva dalle gare.

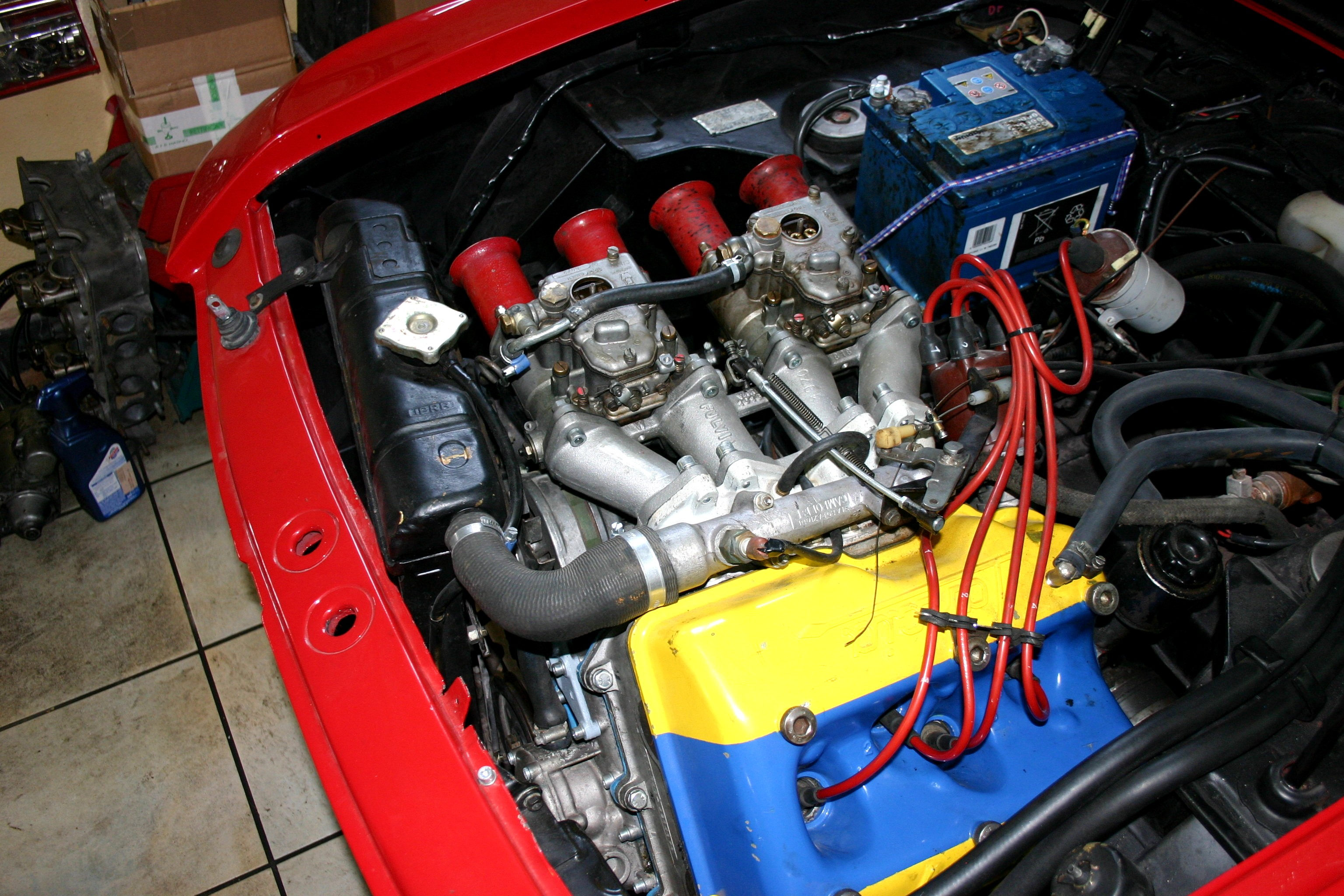
Motore Fulvia 1600 da competizione

Grazie a queste numerose affermazioni sportive la Fulvia coupé divenne una delle auto di serie più vittoriose e poi desiderate, tanto che per la prima volta una coupé vendette più della berlina da cui derivava.
Questa strada, supportando la Squadra Corse di Fiorio, fu poi seguita negli anni successivi anche dalla Fiat, fino alle ultime Delta Integrale, passando per Stratos, Rally 037, Beta Montecarlo Turbo, LC1 e LC2, Delta S4, con una lunga serie di vittorie e popolarità per il marchio tanto da essere ancora oggi quello con il più alto numero di vittorie nei Rally mondiali, nonostante la chiusura della Squadra Corse nei primi anni novanta, quando era ancora considerata la più forte del mondo battendo tedeschi, francesi e giapponesi.
La decisione, per volere di una nuova dirigenza Fiat che di nuovo mal vedeva la Lancia nelle competizioni, disperdette un patrimonio di capacità ed esperienza di decenni, relegando negli anni successivi a questo ruolo, ma in gare su pista, la sola Alfa Romeo (marchio acquisito da Fiat pochi anni prima accollandosi 700 miliardi di debiti sui 2100 miliardi poi rilevati). Alquanto negative furono pure le conseguenze sull'immagine della marca nella percezione del pubblico. 
Questi i principali risultati sportivi:
| Anno | Rally                  | Pilota                | Pos |
| ---- | ---------------------- | --------------------- | --- |
| 1970 | Rally di Sanremo       | Harry Källström       | 2º  |
| 1970 | Rally di Gran Bretagna | Harry Källström       | 1º  |
| 1971 | Rally di Svezia        | Harry Källström       | 3º  |
| 1971 | Rally di Sanremo       | Amilcare Ballestrieri | 2º  |
| 1971 | Rally di Sanremo       | Sergio Barbasio       | 3º  |
| 1971 | Rally dell'Acropoli    | Simo Lampinen         | 3º  |
| 1972 | Rally di Monte Carlo   | Sandro Munari         | 1º  |
| 1972 | Rally di Svezia        | Harry Källström       | 3º  |
| 1972 | Rally del Marocco      | Simo Lampinen         | 1º  |
| 1972 | Rally dell'Acropoli    | Simo Lampinen         | 2º  |
| 1972 | Rally di Sanremo       | Amilcare Ballestrieri | 1º  |
| 1972 | Rally di Sanremo       | Sergio Barbasio       | 2º  |
| 1974 | Safari Rally           | Sandro Munari         | 3º  |

### Riepilogo produzione
La ripartizione tra le varie versioni della Fulvia Coupé è la seguente:
| Versione                             | Tipo motore     | Cilindrata (cm³) | Potenza (CV norma) | Anni di produzione | Esemplari  |
| ------------------------------------ | --------------- | ---------------- | ------------------ | ------------------ | ---------- |
| Fulvia Coupé 1.2                     | 818.130 818.202 | 1.216 1.231      | 79 (IGM)           | 1965-1969          | 20.436     |
| Fulvia Coupé 1.2 HF                  | 818.140         | 1.216            | 87 (IGM)           | 1966-1969          | 435        |
| Fulvia Coupé Rallye 1.3              | 818.302         | 1.298            | 86 (IGM)           | 1967-1969          | 17.850     |
| Fulvia Coupé Rallye 1.3 HF           | 818.642         | 1.298            | 100 (IGM)          | 1967-1969          | 882        |
| Fulvia Coupé Rallye 1.3 S            | 818.303         | 1.298            | 91 (IGM)           | 1968-1969          | 16.827     |
| Fulvia Coupé Rallye 1.6 HF           | 818.540         | 1.584            | 115 (IGM)          | 1968-1969          | 1.258      |
| Fulvia Coupé 1.3 S                   | 818.303         | 1.298            | 91 (IGM)           | 1970-1974          | 45.216     |
| Fulvia Coupé 1.3 S Montecarlo        | 818.303         | 1.298            | 91 (IGM)           | 1972-1974          | 4.440      |
| Fulvia Coupé 1600 HF & 1600 HF Lusso | 818.540         | 1.584            | 115 (IGM)          | 1970-1973          | 3.690      |
| Fulvia Coupé 3                       | 818.303         | 1.298            | 90 (DIN)           | 1974-1976          | 25.334 (1) |
| Fulvia Coupé 3 Montecarlo            | 818.303         | 1.298            | 90 (DIN)           | 1974-1976          | 2.529      |
| Fulvia Coupé 3 Safari                | 818.303         | 1.298            | 90 (DIN)           | 1974-1976          | 900 (2)    |
| Totale                               | Totale          | Totale           | Totale             | Totale             | 139.797    |

(1) : di cui 23.019 con guida a sinistra e 2.315 con guida a destra

(2) : serie limitata.

## La Lancia Fulvia Sport Zagato (1965-1972)

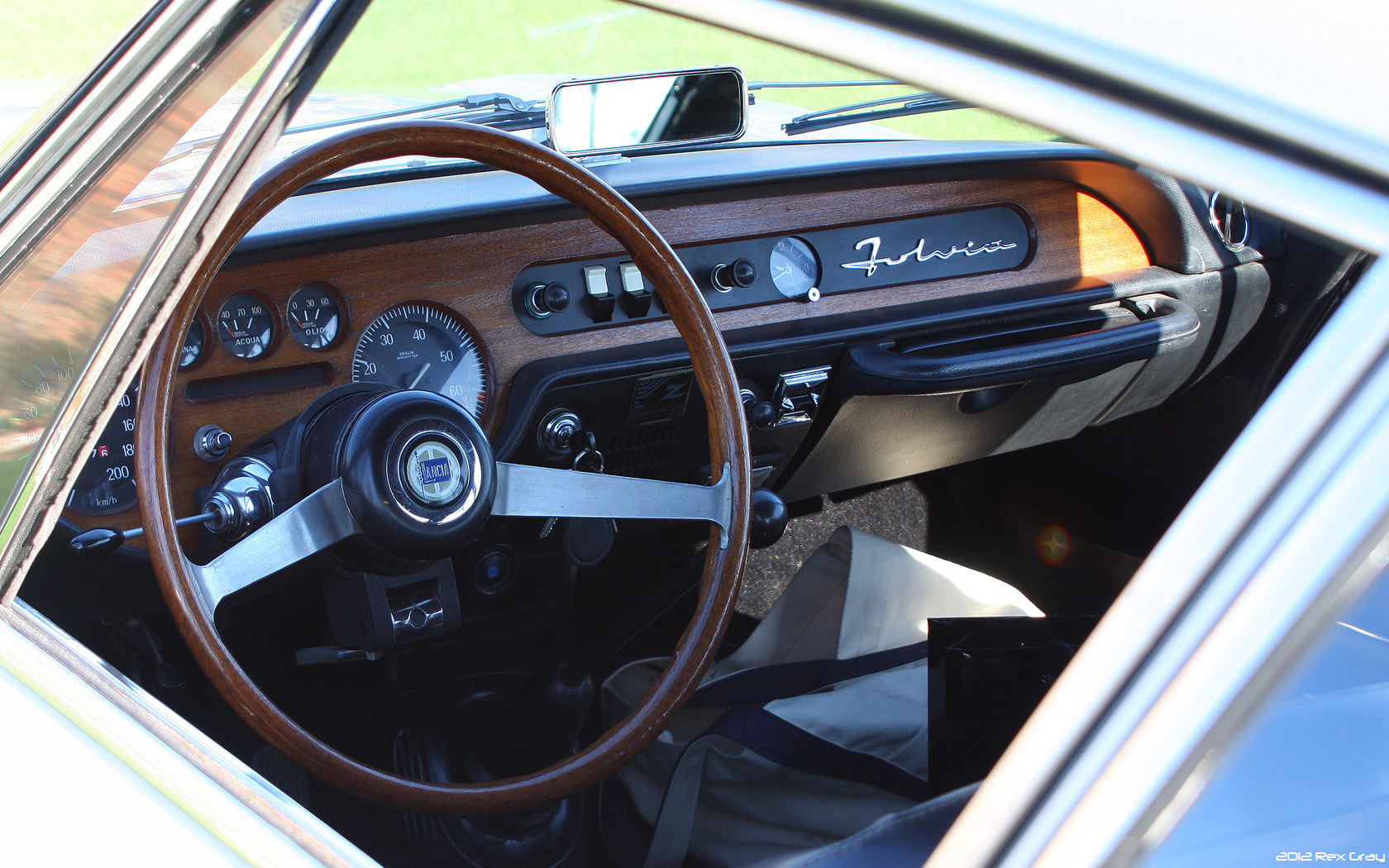
Interno di una Fulvia Sport Zagato del 1970

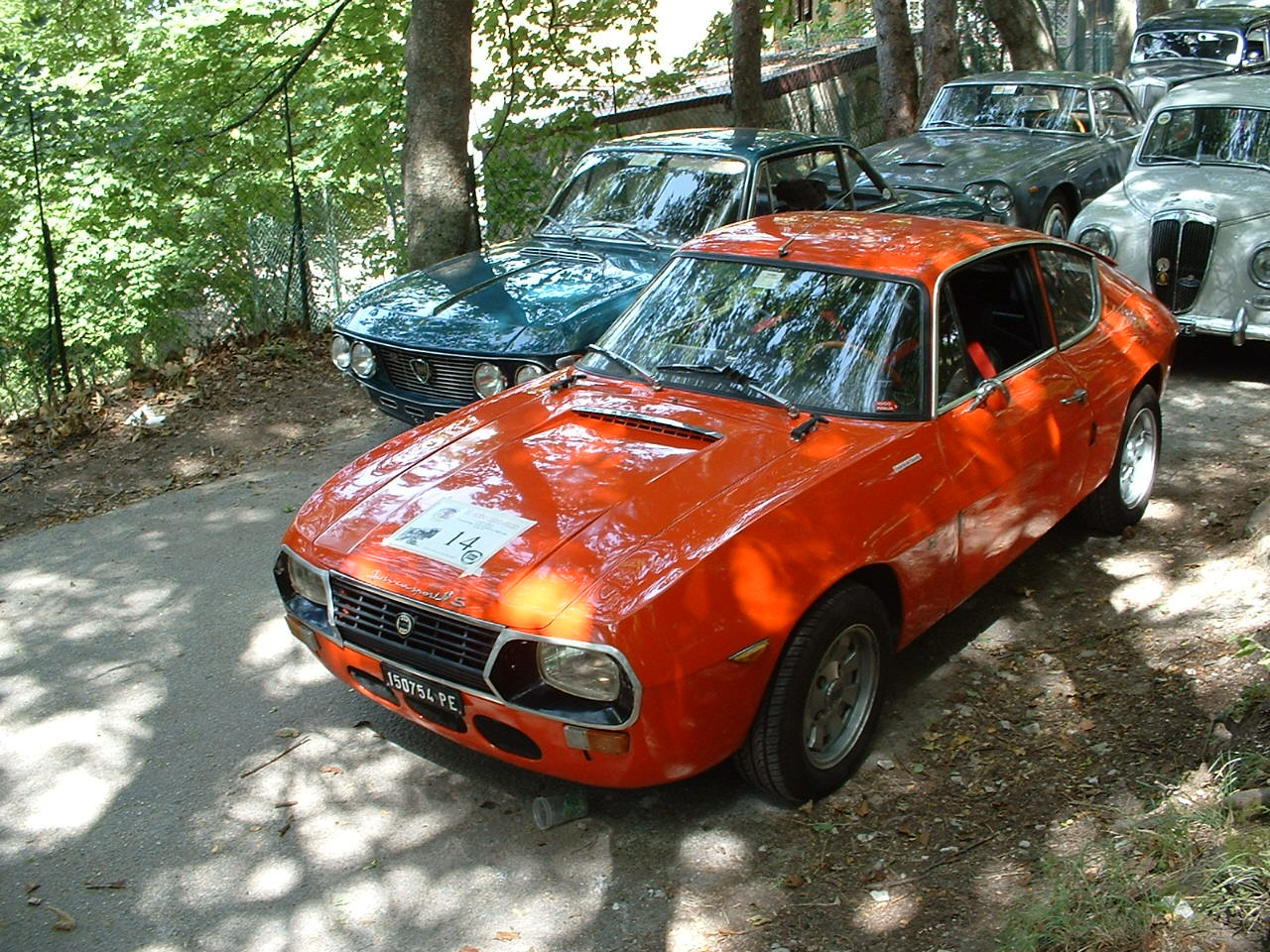
Lancia Fulvia Sport 1.3 Zagato II, 1971

Come era già avvenuto per la Appia, la Flavia e Flaminia, la Lancia diede a Zagato l'incarico di realizzare la versione sport della Fulvia, dotata di carrozzeria in alluminio e aerodinamica.
Disegnata da Ercole Spada, e allestita nelle officine della carrozzeria milanese a Terrazzano di Rho, la Fulvia Sport aveva una linea con coda del tipo fastback, estremamente moderna e filante.

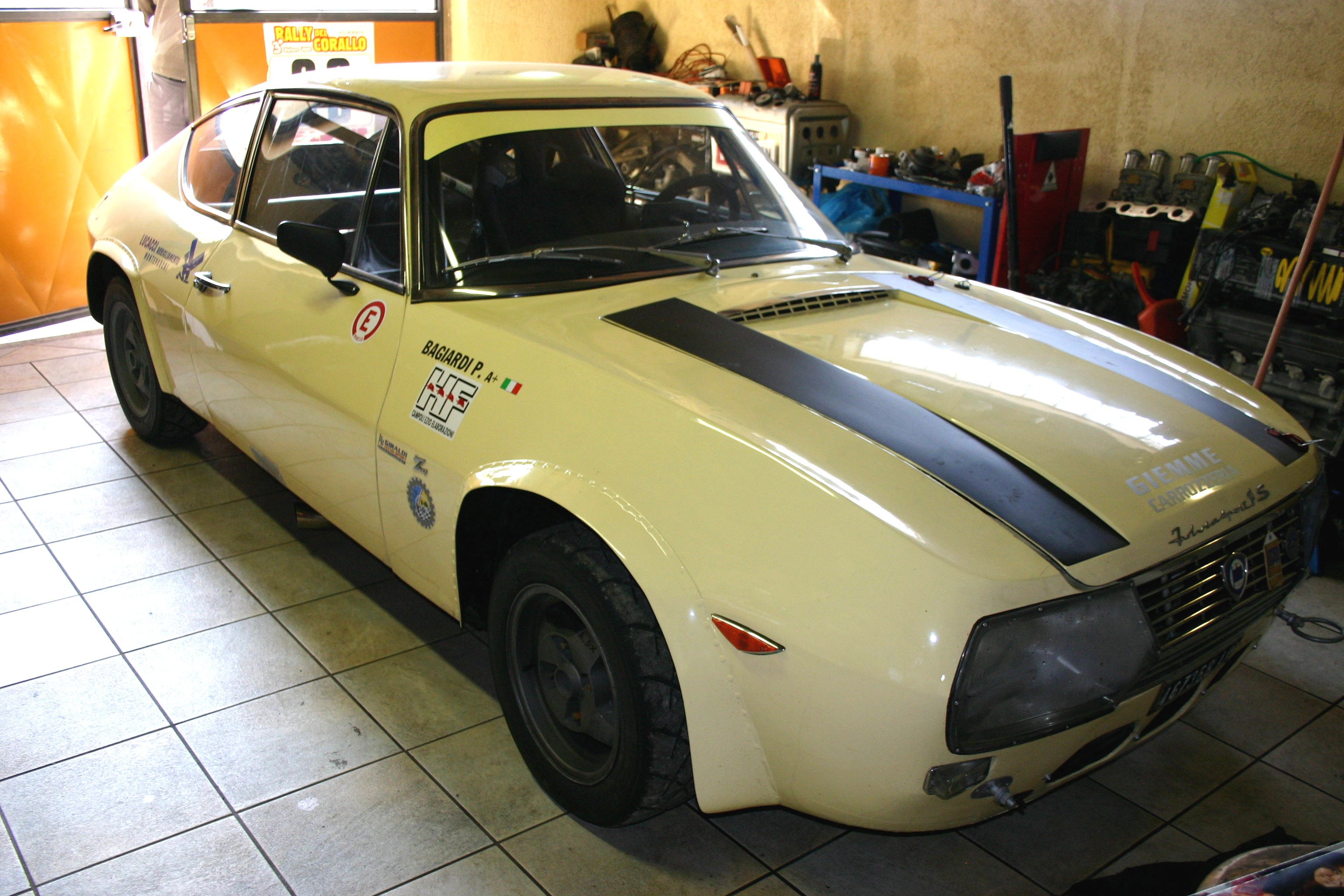
Fulvia Zagato Competizione

Lanciata nel 1965, la Sport aveva la stessa meccanica della Coupé - tranne il rapporto al ponte - ma grazie alla migliore aerodinamica raggiungeva velocità di punta più elevate. Nonostante ciò non venne quasi mai impiegata nelle competizioni rally a causa della maggiore delicatezza della monoscocca su cui poggiava la carrozzeria in alluminio e delle caratteristiche generali più adatte all'impiego in pista (dove la Lancia all'epoca non correva).
Più che in base all'evoluzione tecnica (che seguì passo passo quella delle coupé), si possono distinguere le varie "serie" della Zagato tramite l'uso dei materiali utilizzati per la carrozzeria.
La Sport infatti adottò una carrozzeria integralmente in Peraluman solo tra il 1965 ed il 1967. Nel periodo 1968-70 la carrozzeria divenne in acciaio, con cofano, portiere e sportello del vano della ruota di scorta in Peraluman. Il portellone è sempre stato in acciaio su tutte le versioni. L'evoluzione della meccanica e delle motorizzazioni segue quella delle Coupé, tranne per la motorizzazione 1231 cm³. Al salone dell'automobile di Torino del 1968 la Sport Zagato venne presentata anche in una inedita variante spyder che, tuttavia, non ebbe alcun seguito commerciale, a causa dei mutati piani industriali Lancia in concomitanza con il passaggio di proprietà del marchio alla Fiat, che di certo mal sopportava queste costose collaborazioni artigianali a fronte dei limitati introiti derivati dalle vendite. Particolarità della Fulvia Sport Zagato fu il portellone che si apriva elettricamente con un pulsante posizionato sul cruscotto. Un motorino elettrico posizionato sotto il portellone al centro dell'apertura del bagagliaio sollevava il portellone di alcuni centimetri sufficienti a far circolare aria nell'abitacolo. un lusso per l'epoca... 
Nel 1970 venne adottata la meccanica della seconda serie sulle ultime 600 scocche della prima serie.

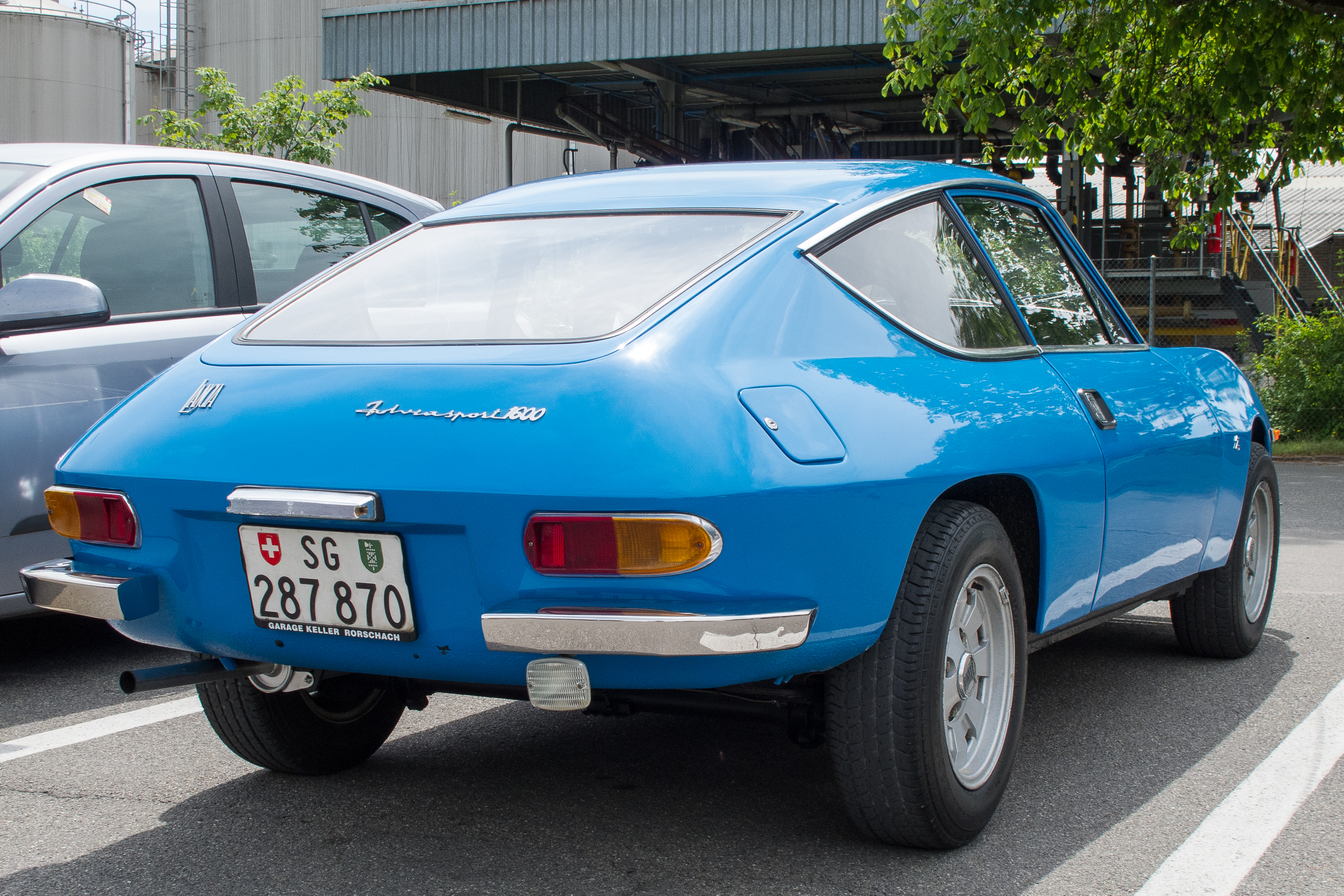
Vista posteriore di una Fulvia Sport 1600 Zagato

A fine 1970 la carrozzeria divenne integralmente in acciaio perdendo le parti mobili in Peraluman, essendo stato il modello leggermente ridisegnato da Mittino per aggiornare funzionalmente il corpo vettura, alzando il padiglione per un accesso meno difficoltoso e allargando i parafanghi di modo da poter ospitare pneumatici maggiorati. Il cofano motore, che sulle serie precedenti era, in modo inconsueto, incernierato sul fianco destro, fu inoltre incernierato sull'anteriore, come volevano le regole di sicurezza dell'epoca.

La produzione cessò nel 1972, dopo che la Zagato aveva assemblato circa 6.183 esemplari. 

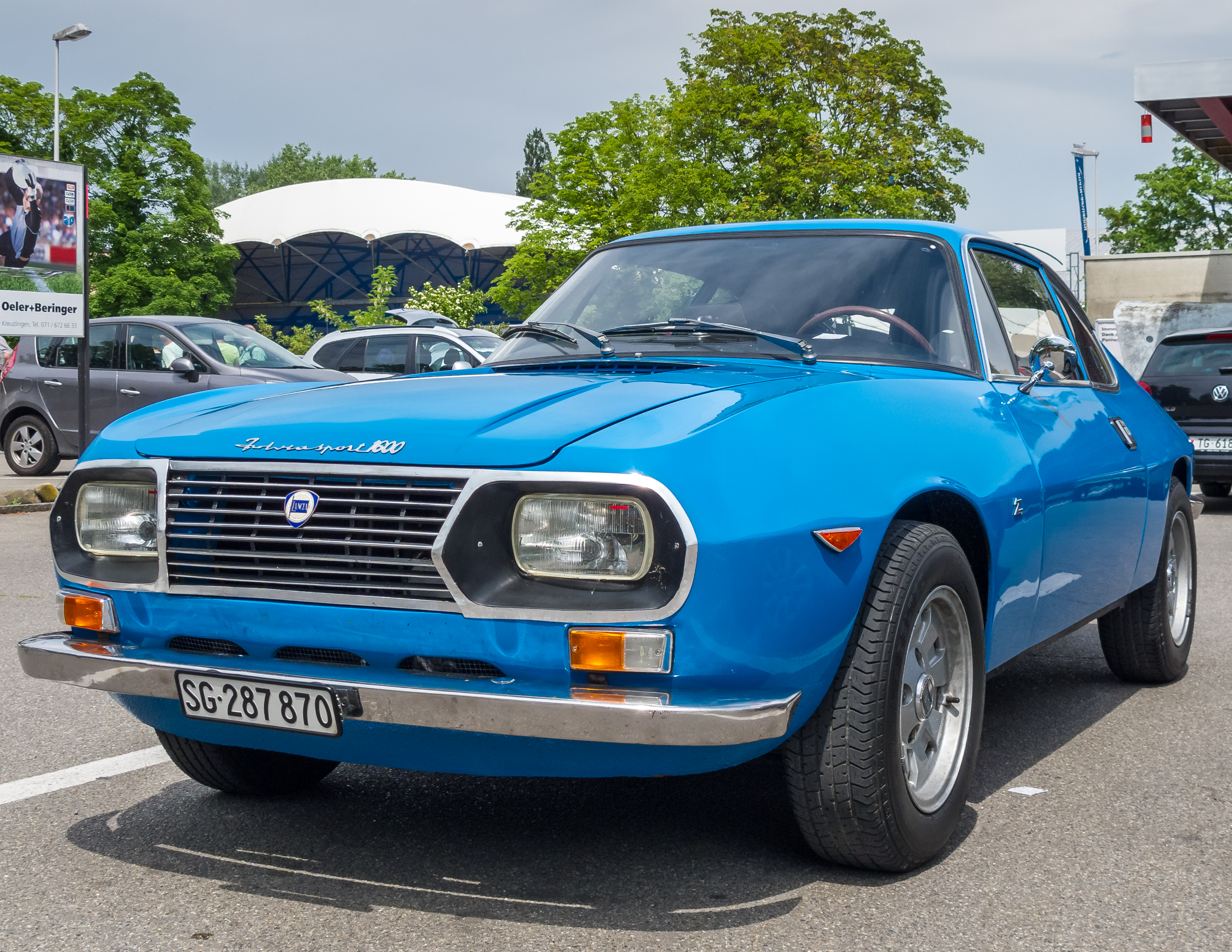
Lancia Fulvia Sport 1600 Zagato

L'origine artigianale della Fulvia Sport determinò un'asimmetria nelle forme dei parafanghi, asimmetria conservata anche sulle scocche della seconda serie.
Di particolare interesse storico e collezionistico è la serie definita Competizione, che su richiesta di clienti sportivi o della Squadra Corse Lancia, furono allestite con carrozzeria in Peraluman alleggerita, finestratura laterale e posteriore in plexiglas, passaruota allargati e cerchioni Campagnolo 6J13. 
Nonostante fossero destinate all'attività sportiva, le Competizione avevano motorizzazioni di serie (motori 818.302 e 818.303) non in allestimento HF. Solo sulla Sport 1600 fu utilizzata la motorizzazione HF (seconda serie), ma il logo HF non compare (la vettura ha lo stesso assetto delle 1,3 S e Lancia non richiese mai l'omologazione della vettura per le corse).
Nel 1969 Maglioli e Pinto, a bordo della Fulvia prototipo con telaio 001911, motore 818.540 e cambio a 5 marce, si piazzarono undicesimi assoluti e primi della classe prototipi alla 24 ore di Daytona.
La ripartizione tra le varie versioni della Fulvia Sport Zagato è la seguente:
| Versione                    | Tipo motore | Motore Cilindrata (cm³) | Potenza (CV IGM) | Anni di produzione | Esemplari | Note                                              |
| --------------------------- | ----------- | ----------------------- | ---------------- | ------------------ | --------- | ------------------------------------------------- |
| Fulvia Sport                | 818.130     | 1.216                   | 79               | 1965-1967          | 202       |                                                   |
| Fulvia Sport 1.3            | 818.202     | 1.298                   | 86               | 1967-1969          | 1.602     | primi 709 esemplari con carrozzeria in Peraluman  |
| Fulvia Sport 1.3 S          | 818.302     | 1.298                   | 91               | 1968-1970          | 1.898     | su specifica richiesta carrozzeria in Peraluman   |
| Fulvia Sport 1.3 S 2ª serie | 818.303     | 1.298                   | 91               | 1970-1972          | 2.600     | 600 con carrozzeria 1ª serie denominate serie 1 ½ |
| Fulvia Sport 1600           | 818.540     | 1.584                   | 115              | 1970-1972          | 800       |                                                   |
| Totale                      | Totale      | Totale                  | Totale           | Totale             | 7.102     |                                                   |

I numeri di produzione sono indicativi perché la numerazione presenta discontinuità ma confermati da Quattroruote.

## La Lancia Fulvia Concept (2003)

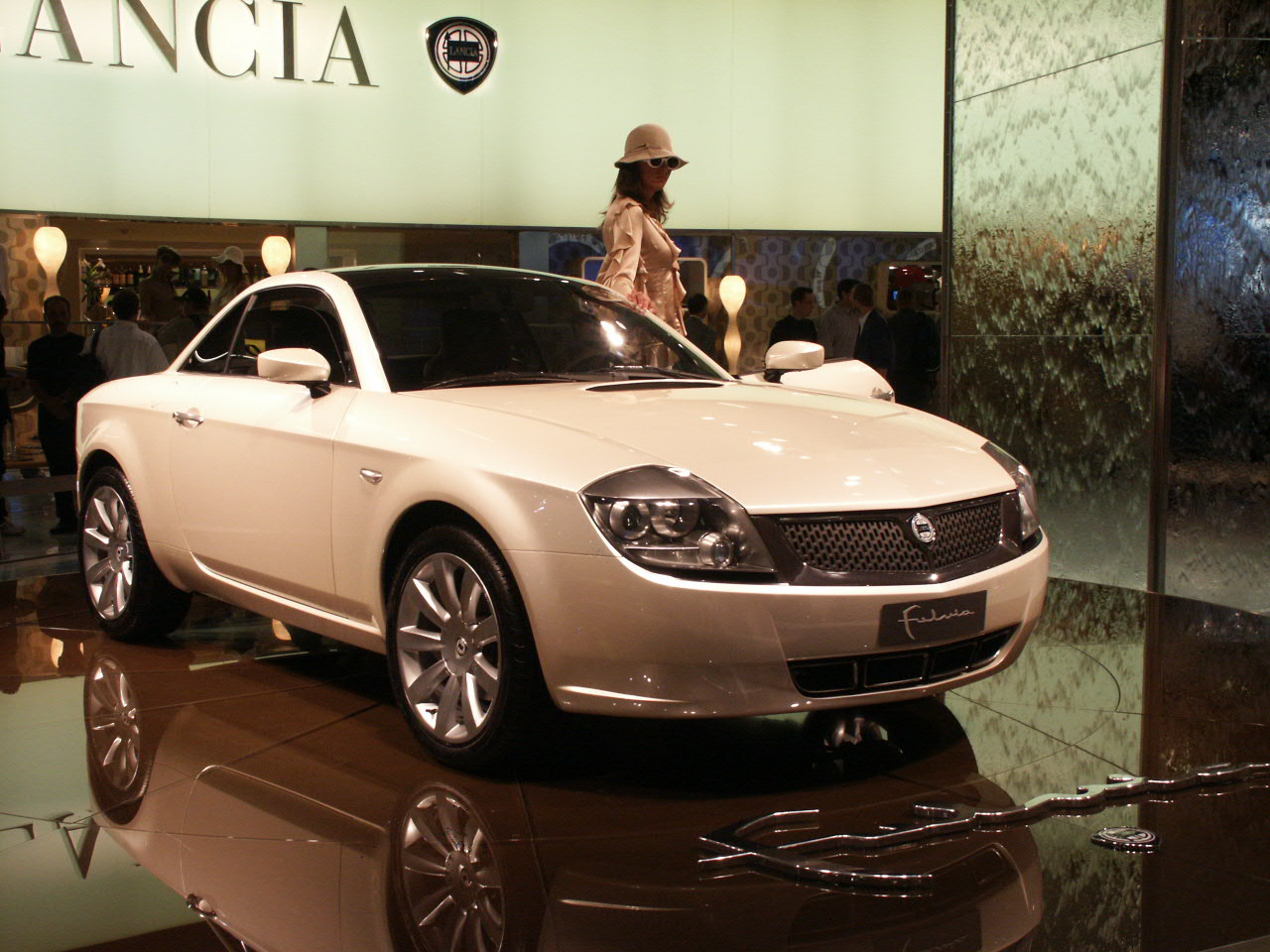
La concept car Fulvia del 2003 di Alberto Dilillo e Flavio Manzoni.

La Lancia Fulvia, in versione coupé, è oggi tra le auto più ricercate della sua epoca grazie soprattutto alle numerose vittorie nei Rally internazionali che hanno reso questa versione una delle icone più riconosciute tra le automobili degli anni sessanta, tanto che il centro stile Lancia realizzò, nel 2003, una concept car ad essa ispirata e che ha ricevuto grandi apprezzamenti a livello internazionale. La Fulvia Concept era basata su telaio Fiat Barchetta, prodotta dalla Maggiora negli ex-stabilimenti Lancia di Chivasso, e ne montava anche lo stesso motore 1.800 cc benzina. A differenza dell'antenata degli anni 1960, la Fulvia Concept 2003 aveva solo due posti anziché quattro.
Disegnata da Alberto Dilillo e Flavio Manzoni, e prodotta in esemplare unico, fu presentata al Salone di Francoforte del settembre 2003, suscitando grande sorpresa e numerosi apprezzamenti da parte di appassionati "Lancisti" e giornalisti, che ne invocarono immediatamente la produzione, iniziando addirittura la raccolta delle firme per prenotare la vettura. Ma a quei tempi le risorse economiche del Gruppo Fiat erano molto limitate e la stessa dirigenza Lancia, che fino ad allora aveva fatto pressioni ai vertici del Gruppo per una produzione del modello, dovette rassegnarsi all'impossibilità di tale progetto; anni dopo, il dirigente Luca de Meo (che nel 2003 era a capo della Lancia), nel suo libro Da 0 a 500, commentando la mancata industrializzazione della concept Fulvia, la definì «uno dei miei più grandi rimpianti professionali».